# SNCAC NC.1071
Die SNCAC NC.1071 war das erste französische Schulflugzeug mit Strahlantrieb. Es ging nicht in Serie.

## Geschichte
Die NC.1071 wurde von der Société Nationale de Constructions Aéronautiques du Centre entwickelt. Sie entstand durch den Umbau des zweiten Prototyps des Torpedobombers NC.1070, dessen Kolbenmotoren durch Strahltriebwerke ersetzt wurden. Ziel der Entwicklung war ein Trainer für die Ausbildung der Trägerstaffeln der französischen Marine. Am 8. Mai 1951 erlitt das Flugzeug während eines Hochgeschwindigkeitsflugs (Mach 0,7) an der Verbindungsstelle der Seitenleitwerke mit den Triebwerksgondeln erhebliche Verformungen. Das Flugzeug konnte sicher landen, wurde jedoch nicht repariert, sondern an eine Flugzeugmechanikerschule übergeben. Eine Serienproduktion kam nicht zustande.
Auch auf der NC.1071 basierende Projekte für einen Allwetterjäger (NC.1072) und einen Jagdbomber (NC.1072) wurden nicht realisiert.

## Konstruktion
Die NC.1071 war ein Mitteldecker mit doppeltem Seitenleitwerk und hoch aufgesetztem Höhenleitwerk. Das Höhenleitwerk war auf den Triebwerksgondeln aufgesetzt, die Triebwerksgondeln waren fast so lang wie der Rumpf. Das Fahrwerk war als Bugradfahrwerk ausgeführt. Die Hauptfahrwerke wurden in die Triebwerksgondeln eingezogen. Die Tragflächen waren dreifach faltbar, um die Unterbringung des Flugzeugs auf Flugzeugträgern zu erleichtern.

## Technische Daten
| Kenngröße             | Daten                                                                    |
| --------------------- | ------------------------------------------------------------------------ |
| Besatzung             | 2                                                                        |
| Länge                 | 10,50 m                                                                  |
| Spannweite            | 19,00 m                                                                  |
| Höhe                  | 4,50 m                                                                   |
| Flügelfläche          | 50,00 m²                                                                 |
| Flügelstreckung       | 7,2                                                                      |
| Leermasse             | 7.370 kg                                                                 |
| normale Startmasse    | 11.500 kg                                                                |
| Triebwerk             | 2 Strahlturbinen Hispano-Suiza (Rolls-Royce Nene 100), je 2.200 kp Schub |
| Höchstgeschwindigkeit | 785 km/h in 6.000 m Höhe                                                 |
| Steigleistung         | 24 m/s                                                                   |
| Dienstgipfelhöhe      | 13.200 m                                                                 |